# 독일 육상 협회
독일 육상 협회(독일어: Deutscher Leichtathletik-Verband, DLV)는 독일의 육상 종목 행정을 총괄하는 스포츠 행정 기구이다. 1898년에 설립되었으며 독일의 육상 종목 전반을 관리하고 있다. 본부는 다름슈타트에 있다.